# Barntown Castle
Barntown Castle (irisch Caisleán Bhaile an Bharúnaigh) ist die Ruine eines Tower House bei Barntown, etwa 5 km westlich von Wexford im irischen County Wexford an der Hauptstraße nach New Ross.
Es handelt sich dabei um Ruinen mitten auf einer Weide. Ein georgianisches Landhaus ersetzte die Niederungsburg als Wohnstatt der Eigentümerfamilie, derzeit die Familie Joyce. Die Ruinen der Burg dienen als Unterstand für die Rinder.